# Estadio Olímpico de Tapachula

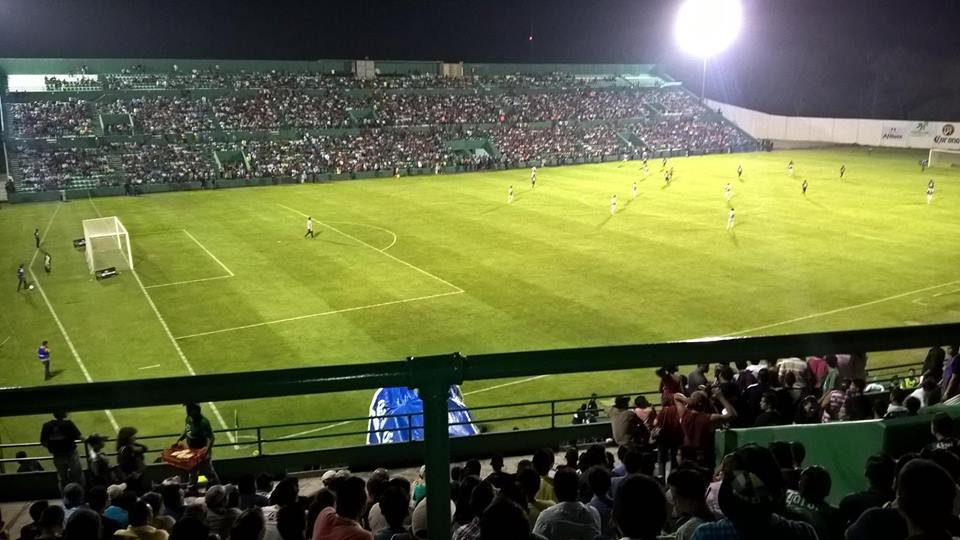
Estadio Olímpico de Tapachula

El Estadio Olímpico de Tapachula es un estadio de fútbol ubicado en la ciudad de Tapachula en Chiapas. Cuenta con una capacidad de 21 010 espectadores. El equipo actual se llama Tapachula Soconusco FC.

## Historia
El estadio fue construido por parte del gobierno del estado y el ayuntamiento de la ciudad, con la finalidad de llevar el deporte a la ciudad. Se inauguró el 10 de octubre de 1988 con un partido entre el América de México y el Aurora de Guatemala. El resultado fue de 2-0 a favor de los azulcremas. Con el paso de tiempo el estadio fue deteriorándose, no hubo mayor novedad más que recibir a la Selección Mexicana. Hasta que en 2003 llegó el fútbol profesional al estadio, con la llegada de los Jaguares que serían la filial de los de Tuxtla Gutiérrez. Vivió dos etapas, pues en la primera sólo duraron un año ya que descenderían a la Segunda División de México. Pero en 2007 el equipo regresaría a la ciudad sólo para estar dos años más pues se culminaría un nuevo descenso. 
El estadio se consideró un elefante blanco ya que no había utilización de ningún tipo y hasta servía como nido de delincuencia, hasta que llegaron los Ocelotes UNACH a la plaza. Fue entonces que el gobierno se vio obligado a invertir en su mantenimiento.
El 25 de mayo de 2015 se dio a conocer que Tapachula tendrá equipo de ascenso todo gracias a que Altamira FC hizo un cambio de sede a Tapachula y llamarse Cafetaleros De Tapachula en Ascenso MX.
En junio de 2017 se iniciaron las obras de ampliación del estadio, con el objetivo de construir las dos tribunas ubicadas en las cabeceras de la cancha, por lo que la capacidad pasaría de los 11 000 a los 21 010 lugares y de esta manera cumplir con el requisito de capacidad exigido para formar parte de la Liga MX. El 10 de noviembre se abrieron las puertas de las dos nuevas tribunas, por lo que la remodelación del estadio en su objetivo principal quedó finalizada, alcanzando los 21 018 lugares de acuerdo con las autoridades del Ascenso MX.
La renovación del Olímpico también incluyó la pintura en verde las tribunas y la instalación de butacas. Además se remodelaron las zonas de baños, el estacionamiento, los vestidores y la entrada a la cancha, también se eliminó la pista de atletismo que anteriormente rodeaba la cancha.

## Instalaciones
El estadio ubicado en km. 6 Carretera Puerto Chiapas S/N tiene lo siguiente:
- Dos tribunas (oriente y poniente) y dos cabeceras (Norte y sur)
- Estacionamiento para 500 autos.
- Tres cisternas con capacidad de 45 mil litros.
- Dos vestidores.
- Dos bodegas chicas.
- Dos accesos de autobuses.
- Baños de hombre y mujeres.
- Ocho accesos de entrada y salida.
- Cuatro taquillas.
- Locales comerciales.
- Tribunas con capacidad de 21,010 personas.
- Alumbrado.